# Municipio de Taylor (condado de Benton)
El municipio de Taylor (en inglés: Taylor Township) es uno de los veinte municipios ubicados en el condado de Benton en el estado estadounidense de Iowa. En el año 2000 el municipio tenía una población de 781 habitantes y una densidad poblacional de 8,3 personas por km². El territorio del municipio rodea por completo al de la ciudad de Vinton, la sede de condado, que se constituye en una entidad geográfica separada.

## Geografía
El municipio de Taylor se encuentra ubicado en las coordenadas 42°10′19″N 92°00′04″O / 42.17194, -92.00111.